# 小行星12911
小行星12911（12911 Goodhue）是一颗绕太阳运转的小行星，为主小行星带小行星。该小行星于1998年9月17日发现。

## 轨道参数
小行星12911的轨道半长轴为3.0945913 UA，离心率为0.157。